# West Ness
West Ness är en by i civil parish Nunnington, i kommunen North Yorkshire, i grevskapet North Yorkshire, i England. Byn är belägen 12 km från Malton. West Ness var en civil parish 1866–1887 när blev den en del av Ness. Civil parish hade 65 invånare år 1881. Byn nämndes i Domedagsboken (Domesday Book) år 1086, och kallades då Neisse/Nesse.